# フィンガータット
フィンガータット（英: Finger Tutting）とは、米国を中心に広まった指をメインに使ったダンスのジャンル。

## 概要
フィンガータット（英: Finger Tutting）は2008年ごろから米国を中心に広まった指で四角形を連続的に表現したり、ウェーブを表現したダンスの総称。日本ではフィンガーダンスや指ダンスとも言われている。
その基礎にはタットダンス（英: Tutting）というエジプトの象形文字を模倣し、腕、手、指を小刻みに多用するダンスが元となっており、それを指や手首をメインで表現するものをフィンガータットというようになった。両ダンスジャンルには密接なつながりがある。
ブームの火付け役はロサンゼルスの若者たちFinger Circusによる動画がヒットしたことやテイラー・スイフトの「シェイク・イット・オフ」PVにフィンガータットの振り付けが一部採用されたことに起因する。

## 主なアーティスト
- Pnut（ピーナット）　米国Finger Circus所属　フィンガーダンス動画がYouTube等で拡散される。テイラー・スイフトPV出演。CM出演多数。（日本：バンドエイドCM 米国：FidgetCM）[8][9]
- JayFunk（ジェイファンク）　米国Finger Circus所属　ドクター・ストレンジ（映画）の監修・出演。フィンガータットが元となる振り付けを考案[10]。
- Dytto（ディト）　米国 女性ダンサー YouTubeで有名になり、World of Danceなどに出演。（米国：AndroidCM・H&MCM 等）[11]
- NARI（ナリ）　米国Dark Matter所属　フィンガータットの国際的な大会にて優勝経験・ゲスト出演。CM・テレビ出演多数。（日本：めざましテレビ・SONYCM）[12][13]
- RYOGA（リョウガ）　日本XTRAP所属　フィンガータットの国際的な大会にて優勝・ゲスト審査員。テレビ出演多数。（日本：嵐にしやがれ・Google PlayテレビCM等）[14]
- CTut（シータット）　米国Finger Circus所属　フェイスタッティングという応用ジャンルで話題になる。（米国：バドワイザーCM 等）[15]
- K.E.N-DIGIT（ケンディジット）　日本 フィンガーダンスの動画で話題になる。CM・テレビ出演多数。（日本：特ダネ!投稿DO画 等）[16]
- Andrey Dragunov（アンドレイ ドラグノフ）　ロシア TV番組「Танцы на ТНТ」にてフィンガータットで出演、話題になる。難聴のハンデを持つことでも知られる。（ロシア：Танцы на ТНТ）[17]
- 源元 (ゲンゲン)   日本 フィンガータットの国際的な大会にて優勝経験・ゲスト出演。白濱亜嵐・Kis-My-Ft2振付。CM・TV出演多数。（日本：Zoff CM）[18][19]

## 日本のシーン
前述にあるように、テイラー・スイフトのPVでの知名度や、日本のアーティストPerfumeが振り付けに取り入れるなどが起因となり、大きく広まった。
近年ではEXILEのNAOTOがダンスに取り入れることで話題になる。
元々はロサンゼルスやボルチモア等のアンダーグラウンドの発祥であったが、米国Finger CircusのPnutやDyttoの日本での報道や、日本のダンスグループXTRAPのテレビ出演などにより一般層にも認知され始めている。

## 主なイベント

### 海外
- AXIOM All Styles Finger Contest（米国）　DarkMatterSquad（米国ダンスグループ）主催　フィンガータットの国際的な大会として開催される。 審査員にCTut・Pnutなどを迎える。
- Dexterity Dance League（米国）　Finger Circus主催　フィンガータットの国際的な大会として開催される。 審査員にPnut・JSmooth・RYOGA・JayFunkなどを迎える[24]。

### 国内
- ARMS（国内）　源元（日本のダンサー Dexterity Dance League優勝経験）主催　ゲストにCTut・Pnut・NARIなどを迎える[25]。
- LOUD MINORITY（国内）  DANCE DELIGHT（法人）主催[26]

## 主なフィンガータットのジャンル
- Finger Tutting (フィンガータット)　　四角形や、角度のある指・手首メインのダンス。以下のジャンルすべての総称[27]。
- Digits/Digitz（ディジッツ）　指で音の流れを表現するウェーブ等のダンス。地域により表記が異なる。LIQUID (リキット)とも呼ばれている[28]。
- Finger Connect（フィンガーコネクト）　REMOTE（リモート）という指を操作する表現を使った応用ジャンル[29]。
- Face Tutting（フェイス タッティング）　フィンガータットを顔の形に添って動かす応用ジャンル[30]。
- Finger Thread（フィンガースレード）　指の輪を作り指の間を通すなど応用ジャンル[29]。
- Gloving（グロービング）　LED搭載のグローブを使った応用ジャンル[31]。